# 中二病也想談戀愛！-Take On Me-
《中二病也想談戀愛！-Take On Me-》是一部2018年日本浪漫喜剧电影，由石原立也执导，京都动画制片，基于虎虎的輕小說系列《中二病也想談戀愛！》。并于2018年1月6日上映，其中片中也多次出現多個同為京都動畫的場景，而在動畫中出現的人物幾乎都會在本作再次登場。

## 剧情
本部接著第二季的結尾，準備升高三的春假，小鳥遊六花的成績依然沒有進步，也還是維持中二病。
就在同時，學校的新任學生會成員出爐了，由凸守早苗擔任會長，丹生谷森夏雖然這次當選，然而卻因為敗給凸守而淪為副會長，凸守命令丹生谷為她泡茶，丹生谷剛好在樓梯間碰到剛從教師辦公室出來的勇太和六花（兩人還帶著Kimera的六隻小貓），沿途來到了社團辦公室，卻看到茴香被劍插著，疑似已經死了，把六花嚇壞了，但茴香起來表示自己是在睡午覺，但用道具劍來玩，勇太想到茴香學姐也即將畢業，畢業後社團將會消失，但六花請凸守利用學生會會長權限把社團給保住了，讓勇太忍不住感嘆『這所學校用這樣的學生會長真的好嗎？』，丹生谷要勇太別問她意見，凸守追了過來，抱怨丹生谷泡茶太慢，兩人打了起來。
凸守和丹生谷的戰火平息後，十花打給六花、茴香、丹生谷、凸守與勇太（這時的大家手機從原來的掀蓋式手機換成了智慧型手機），勇太接起了電話，十花告訴勇太，她打算去義大利，因為她已經被認可了，她希望把六花一起帶去，丹生谷對勇太遲鈍又不懂浪漫感到非常憤怒，因為勇太雖然已經跟六花交往很久了，兩人卻沒有進一步，勇太和六花回家後，卻被七宮和樟葉提醒六花的行李被搬出去了，雖然勇太向十花求情，但六花的成績情況讓勇太感到無奈，這時，丹生谷把所有人（除了十花）找來到七宮的房間提出為愛私奔計畫，打算讓十花找不到而放棄帶她去義大利的計畫。
隔天早上，兩人正式展開計畫，兩人先來到了京都，但這時，十花發現只有茴香、凸守和丹生谷在，六花卻不見了，十花拿出了當時的錄音對三人逼供並先威脅凸守，凸守當場出賣所有人把責任推給丹生谷，十花利用智慧型手機秀出丹生谷當時中二變成森大人的照片威脅會在新學期公開照片，當凸守打算嘲笑丹生谷時，十花的智慧型手機突然換成了當時聖誕節凸守與丹生谷因為跌倒而意外接吻的不雅照片（第一季第13集），也威脅她們會在新學期公開照片，讓凸守感到相當害怕，因為對她來說，丹生谷是冒牌的森大人，跟主人（指六花）百合可以，但跟丹生谷百合還得了，擔心會變成校園中的不良傳聞，兩人只好認命。
勇太帶六花到京都塔看風景，當勇太指著大文字山時，六花想像自己利用中二病的技能對著大文字山用出一個『六』字，這時，凸守和丹生谷搭著凸守家的車來到了京都塔樓下打算把兩人強制帶回，六花利用中二病技能跟凸守決鬥，但六花居下風時，勇太利用凸守討厭喝牛奶的個性讓凸守灌下牛奶，凸守也因為喝下牛奶被保鑣帶到旁邊去嘔吐，但因為牛奶沒有喝完，勇太只好把牛奶喝光，六花當場嚇了一大跳，認為是跟凸守間接接吻，兩人準備跑回京都塔的電梯時，卻被丹生谷以森大人姿態擋下，但剛好凸守吐完打算找勇太對決卻撲空而跟丹生谷摔在一起，兩人逃下京都塔，逃進京都車站，拿出六花的行李並坐上了往三之宮站的列車，列車關門後，丹生谷和凸守追來，但兩人已經無力追上他們了，搭上列車逃走的勇太和六花收到了七宮的簡訊警告他們凸守和丹生谷已經被十花收買了，警告他們別回家，在車上，六花忌妒凸守被勇太間接接吻遭到勇太吐槽。
兩人逃到了神戶吃晚餐，卻在別的位子上碰到了十花，十花不認同勇太放任六花的中二病行為，認為這樣會影響到她出社會，但勇太認為他可以照顧六花，十花故意把兩人放走，晚上，兩人先找到可以休息的地方，卻誤闖了一間情侶飯店，兩人被請出來之後，凸守和丹生谷也出現了，為了避免被找到，勇太先請六花把她的手機關了，十花發現六花從地圖消失了，不禁讚嘆勇太很聰明後離去，勇太決定跟六花搭上神戶到東京的夜間巴士前往東京，在車上，勇太不禁想起十花的話，也不禁想像起當六花有孩子出生時會發生的事......
勇太和六花有了孩子，而其他人都出社會了，但六花為孩子取名取了個跟龍有關的中二名字，但被勇太阻止，凸守反問勇太有龍字為名字的很多，但勇太希望名字能正常的，結果六花馬上取了更中二，但帥氣的名字，讓勇太當場驚呆了。
隔天早上巴士到東京了，兩人逛了東京，並買了一些東西，這時，因為一些需要，勇太請六花把手機打開，再度曝露兩人的行蹤，凸守和丹生谷因為勇太和六花失蹤，而來到一間牛排館吃飯，但因為丹生谷沒什麼錢，只好看著凸守吃，但凸守不斷的挑釁，讓丹生谷撒上一堆起司報復，兩人正準備吵起來的時候，十花出現並阻止了兩人的行為。
當天晚上，為了避免被誤會，勇太要六花裝作是他的妹妹，兩人訂了一間兩張單人床的雙人房，在睡覺時，勇太想著自己為什麼不願意跟六花親嘴的問題，並向家人道歉自己的軟弱。同時，凸守和丹生谷也來到東京，但因為房間不夠而只好訂了一間一張雙人床的雙人房，但兩人不願意跟對方睡，不斷地吵架，丹生谷拿出起司，凸守拿出黑暗聖典（Mabinogion）來互相威脅，最後，兩人以吹風機的電線為界線，並警告對方不得跨越，否則就會踢對方下床。
隔天早上，十花跑進了凸守和丹生谷的房間，兩人卻被十花發現兩人抱著並睡在一起，十花不斷地拍照並威脅兩人要把照片上傳上去，兩人當場驚醒，並繼續展開阻撓私奔計畫，另一方面，勇太和六花來到了機場，準備前往下一個地方，但這時凸守和丹生谷追來了，勇太利用尋人廣播的調虎離山之計把丹生谷調離了行李檢查口，兩人成功走進行李檢查口，但六花在行李檢查時卻因為多帶一把傘被偵測到，勇太幫六花帶一把傘才通過檢查，兩人抱著期待的心情準備搭機，在搭機前，六花還在候機室使用按摩椅，另一方面，丹生谷跑到凸守面前打算質問時，才發現自己上當了，兩人跑回行李檢查口，但發現勇太和六花已經成功通過行李檢查，兩人改前往機場頂樓觀景台，發現了六花，但他們已經在飛機上，無力阻止，而勇太和六花則成功搭上飛機前往北海道，另一方面，阻撓失敗的凸守和丹生谷來到了機場樓上的迴轉壽司店比賽，輸的人要幫贏的人付錢，但丹生谷看到凸守個子小，食量卻很大，丹生谷心生一計，偷換了一個壽司並在換過去的壽司上面塗滿了山葵，自以為獲勝而打算吃下換過來的壽司時，卻先被山葵嗆到，原來凸守早就知道丹生谷會耍陰招，所以也先在壽司上面塗滿了山葵，丹生谷不甘示弱，把剛才的壽司塞進凸守的嘴，讓她也被山葵嗆到，兩人再度打了起來，讓十花感到相當無奈。
六花和勇太成功來到了北海道，並用中二病的形式來表示自己到北海道，然而，雖然是春天，但北海道依然冷，兩人穿上厚外套，但是，勇太卻因為在東京花太多錢，面臨錢快花完的危機，這時，六花想要到北海道找尋她媽媽，勇太送給六花一個戒指後並開始前往六花的媽媽的住處，但撲了空，兩人來到公園，撥通了六花的媽媽的電話，發現她在青森，當天晚上，凸守和丹生谷也來到北海道，凸守也做出上午六花做的動作並來到商店街附近打算繼續找尋兩人，卻先被十花警告照片已經打碼上傳，再不找到就要上傳無碼的照片了，丹生谷不得不跟凸守放下前嫌與她合作，同一時間，六花和勇太搭上了一班開往東北的夜間列車前往青森，卻剛好碰到一色，一色表示是因為茴香快畢業了，想要出來旅行。
在中間更換列車頭時，六花來到月台並打給了七宮，七宮告訴六花，締結戀愛的契約，在接受心意後力量就會漸漸消失了，她沒辦法回到從前了，希望她做出選擇，隔天早上一到站，六花卻留下勇太帶著行李消失了，勇太不斷地去尋找，卻在渡船口意外碰到了六花的媽媽，六花的媽媽告訴勇太，六花有來找她來聊過自己的戀愛情況、十花照顧她的一切，六花的媽媽也希望自己能幫到勇太，同一時間，凸守和丹生谷也來到了青森，準備繼續找尋兩人，準備搭公車時，卻意外看到疑似是七宮和茴香的身影，但其實兩人也來幫助六花和勇太。
六花在碼頭上，她對七宮與茴香表示自己開始對勇太的心意變得很不確定，但兩人要六花振作，凸守和丹生谷也到了，兩人早就沒有打算要抓他們了，這時，在四人的鼓勵，與丹生谷告訴六花的地點後，勇太趕到附近，而六花也跑著，兩人相擁並親吻了對方。
兩人從青森港前往敦賀港的時候，勇太想起六花的媽媽告訴勇太，十花其實只是想知道勇太的答案，十花帶六花去義大利只是個幌子，勇太幫六花戴上了戒指，最後兩人相擁並親吻了對方，勇太傳了訊息給十花關於自己的答案。
幾個月後，所有人被邀請來到義大利參加十花的婚禮，勇太意外在婚禮看到當時中二病時的『神』，他笑著對勇太敬酒，六花的媽媽告訴勇太其實十花希望六花來義大利參加她的婚禮，但被勇太吐槽太麻煩了，而來到現場祝福的也包含了勇太的母親、樟業、夢葉、六花和十花的祖父母和琴托，一色則幫忙勇太他們照顧貓，但貓把他的家搞得天翻地覆（他跟茴香的感情依然沒有進展），七宮也被邀請到現場灑花，突然，十花將花球拋給六花，表示裡面放了新房間的鑰匙，要求結束與勇太的同居關係。
在結尾，六花住在七宮的樓上，並再次呼應第一集的劇情，六花再度用繩子爬下來，再次詢問勇太想不想看她的眼睛，而勇太總算了解為什麼會喜歡六花的原因。

## 制作
京都動畫于2017年5月19日宣布将推出剧场版《中二病也想談戀愛！-Take On Me-》。

## 主題曲
片頭曲〈JOURNEY〉
作詞、作曲、編曲：ZAQ；主唱：ZAQ
片尾曲〈心的名字〉（こころのなまえ）
作詞、作曲、編曲：ZAQ；主唱：ZAQ
插入曲〈Please, Take on me♡ (Movie size)〉
作詞、作曲、編曲：ZAQ；主唱：ZAQ
插入曲〈Sparkling Daydream〉
作詞、作曲、編曲、主唱：ZAQ

## 映像特典
收錄於電影院放映時，提供觀眾拍照時段的每週輪替特別影片，全三話。
| 話數 | 標題 |
| ---- | ---- |
| 1    |      |
| 2    |      |
| 3    |      |